# Boys (film, 1992)
Pour les articles homonymes, voir Boys.
Pour plus de détails, voir Fiche technique et Distribution.
Boys est un film belge de comédie réalisé par Jan Verheyen et sorti en 1992.

## Distribution
- Michael Pas : Peter
- Tom Van Bauwel : Tom
- Francesca Vanthielen : Dana
- Hilde Heijnen : Tanya
- Jean Aelen : Account Manager
- Bert André : Mr. Nellens
- Camilia Blereau : Mrs. De Schepper
- Herbert Bruynseels : Robert
- Ludo Busschots : Cab Driver
- Gaston Carems : Dana's Grandfather
- Chris Cauwenberghs : Jef
- Willy De Groot : Policeman
- Stephan De Paepe : Boy in dancing
- Brigitte Derks : Joyce
- Margot van Doorn : Girl in Dancing
- Herbert Flack : Lucas Waterman
- Karina Geenen : Jannie
- Jacques Gleicher : Customer
- Danni Heylen : Waitress
- Bieke Ilegems : Linda
- Mies Meulders :
- Luc Pien : Account Manager
- Thomas Siffer : Beach Salesman
- Kristel Stas : Sunset Girl
- Jan Steen : Jungle Shop owner
- Hilde Timmermans : Sunset Girl
- Maja van den Broecke : Mrs. Vremans
- Ben Van Hoof :
- Mark Van Kuijk : Mr. Remers
- Fred Van Kuyk : Mr. Meuleman
- Christine Van Laer : Girl in dancing
- Tom Van Landuyt : Boy in dancing
- Greta Van Langhendonck : Lady in restaurant
- Christel Van Schoonwinkel : Greet
- Iris Van Straten : Girl in dancing
- Inge Van Sweevelt : Brenda
- Jan Verheyen : Director (non crédité)
- Benny Vermeulen : Waiter in restaurant
- Mark Verstraete : Maitre d'hôtel
- Aron Wade : Dana's Brother
- Anne Wislez : Girl in dancing
- Luk Wyns : Tim
- Alain Van Goethem : Extra (non crédité)